# دوثان
دوثان (بالإنجليزية: Dothan)‏ هي مدينة أمريكية تقع في ولاية ألاباما.تبلغ مساحة هذه المدينة 224.8 (كم²)،ويبلغ عدد سكانها 65496 نسمة حسب إحصاء سنة 2010 م.تشير الإحصاءات بأن الكثافة السكانية في هذه المدينة تقدر بـ(284.93) نسمة/كم2.

## التركيبة السكانية
حدّد مكتب تعداد الولايات المتحدة بيانات التركيبة السكانية لدوثان في تعداد الولايات المتحدة. في ما يلي، التركيبة السكانية حسب تعدادي 2000 و2010.

### تعداد عام 2000
بلغ عدد سكان دوثان 57,737 نسمة بحسب تعداد عام 2000، وبلغ عدد الأسر 23,685 أسرة وعدد العائلات 16,028 عائلة مقيمة في المدينة. في حين سجلت الكثافة السكانية 247.5 نسمة لكل كيلومتر مربع (641.0/ميل2). وبلغ عدد الوحدات السكنية 25,920 وحدة بمتوسط كثافة قدره 111.1 لكل كيلومتر مربع (287.7/ميل2).
وتوزع التركيب العرقي للمدينة بنسبة 67.33% من البيض و30.11% من الأمريكيين الأفارقة و0.28% من الأمريكيين الأصليين و0.85% من الأمريكيين ذوي الأصول الآسيوية و0.02% من سكان جزر المحيط الهادئ و0.46% من الأعراق الأخرى و0.96% من عرقين مختلطين أو أكثر و1.32% من الهسبانيون أو اللاتينيون من أي عرق.
بلغ عدد الأسر 23,685 أسرة كانت نسبة 34.8% منها لديها أطفال تحت سن الثامنة عشر تعيش معهم، وبلغت نسبة الأزواج القاطنين مع بعضهم البعض 48.9% من أصل المجموع الكلي للأسر، ونسبة 15.4% من الأسر كان لديها معيلات من الإناث دون وجود شريك، بينما كانت نسبة 3.3% من الأسر لديها معيلون من الذكور دون وجود شريكة وكانت نسبة 32.3% من غير العائلات. تألفت نسبة 28.4% من أصل جميع الأسر من عدة أفراد يعيشون في نفس المنزل ونسبة 10.6% كانت تتألف من شخص يعيش بمفرده يبلغ من العمر 65 عاماً أو أكثر. وبلغ متوسط حجم الأسرة المعيشية 2.39، أما متوسط حجم العائلات فبلغ 2.94.
بلغ العمر الوسطي للسكان 37.2 عاماً. وكانت نسبة 25.3% من القاطنين تحت سن الثامنة عشر، وكانت نسبة 8.2% بين الثامنة عشر والرابعة والعشرين عاماً، ونسبة 27.8% كانت واقعةً في الفئة العمرية ما بين الخامسة والعشرين والرابعة والأربعين عاماً، ونسبة 23.2% كانت ما بين الخامسة والأربعين والرابعة والستين، ونسبة 13.5% كانت ضمن فئة الخامسة والستين عاماً فما فوق. يوجد لكل 100 أنثى 88.5 ذكر، ويوجد لكل 100 أنثى في الثامنة عشر من عمرها فما فوق 83.5 ذكر.
بلغ متوسط دخل الأسرة في المدينة 35,000 دولارًا، أما متوسط دخل العائلة فبلغ 45,025 دولارًا. وكان متوسط دخل الذكور 34,475 دولارًا مقابل 22,572 دولارًا للإناث. وسجل دخل الفرد الخاص بالمدينة 20,539 دولارًا. وكانت نسبة 12.7% من العائلات ونسبة 15.6% من السكان تحت خط الفقر، وكان من هؤلاء نسبة 23.4% تحت سن الثامنة عشر ونسبة 15% في الخامسة والستين من العمر وما فوق.

### تعداد عام 2010
بلغ عدد سكان دوثان 65,496 نسمة بحسب تعداد عام 2010، وبلغ عدد الأسر 26,845 أسرة وعدد العائلات 17,835 عائلة مقيمة في المدينة. في حين سجلت الكثافة السكانية 280.7 نسمة لكل كيلومتر مربع (727.0/ميل2). وبلغ عدد الوحدات السكنية 29,274 وحدة بمتوسط كثافة قدره 125.5 لكل كيلومتر مربع (325.0/ميل2).
وتوزع التركيب العرقي للمدينة بنسبة 63.05% من البيض و32.54% من الأمريكيين الأفارقة و0.36% من الأمريكيين الأصليين و1.11% من الأمريكيين ذوي الأصول الآسيوية و0.07% من سكان جزر المحيط الهادئ و1.11% من الأعراق الأخرى و1.76% من عرقين مختلطين أو أكثر و2.88% من الهسبانيون أو اللاتينيون من أي عرق.
بلغ عدد الأسر 26,845 أسرة كانت نسبة 32.5% منها لديها أطفال تحت سن الثامنة عشر تعيش معهم، وبلغت نسبة الأزواج القاطنين مع بعضهم البعض 44.7% من أصل المجموع الكلي للأسر، ونسبة 17.7% من الأسر كان لديها معيلات من الإناث دون وجود شريك، بينما كانت نسبة 4.1% من الأسر لديها معيلون من الذكور دون وجود شريكة وكانت نسبة 33.6% من غير العائلات. تألفت نسبة 28.8% من أصل جميع الأسر من عدة أفراد يعيشون في نفس المنزل ونسبة 10% كانت تتألف من شخص يعيش بمفرده يبلغ من العمر 65 عاماً أو أكثر. وبلغ متوسط حجم الأسرة المعيشية 2.39، أما متوسط حجم العائلات فبلغ 2.93.
بلغ العمر الوسطي للسكان 38.0 عاماً. وكانت نسبة 24.5% من القاطنين تحت سن الثامنة عشر، وكانت نسبة 8.5% بين الثامنة عشر والرابعة والعشرين عاماً، ونسبة 26% كانت واقعةً في الفئة العمرية ما بين الخامسة والعشرين والرابعة والأربعين عاماً، ونسبة 26.3% كانت ما بين الخامسة والأربعين والرابعة والستين، ونسبة 14.7% كانت ضمن فئة الخامسة والستين عاماً فما فوق. وتوزع التركيب الجنسي للسكان بنسبة 47.3% ذكور و52.7% إناث.

## المناخ
يظهر الجدول التالي التغييرات المناخية على مدار السنة لدوثان:
| البيانات المناخية لـدوثان                                         | البيانات المناخية لـدوثان | البيانات المناخية لـدوثان | البيانات المناخية لـدوثان | البيانات المناخية لـدوثان | البيانات المناخية لـدوثان | البيانات المناخية لـدوثان | البيانات المناخية لـدوثان | البيانات المناخية لـدوثان | البيانات المناخية لـدوثان | البيانات المناخية لـدوثان | البيانات المناخية لـدوثان | البيانات المناخية لـدوثان | البيانات المناخية لـدوثان |
| الشهر                                                             | يناير                     | فبراير                    | مارس                      | أبريل                     | مايو                      | يونيو                     | يوليو                     | أغسطس                     | سبتمبر                    | أكتوبر                    | نوفمبر                    | ديسمبر                    | المعدل السنوي             |
| ----------------------------------------------------------------- | ------------------------- | ------------------------- | ------------------------- | ------------------------- | ------------------------- | ------------------------- | ------------------------- | ------------------------- | ------------------------- | ------------------------- | ------------------------- | ------------------------- | ------------------------- |
| الدرجة القصوى °ف (°م)                                             | 84 (29)                   | 87 (31)                   | 89 (32)                   | 94 (34)                   | 100 (38)                  | 104 (40)                  | 108 (42)                  | 106 (41)                  | 101 (38)                  | 96 (36)                   | 88 (31)                   | 83 (28)                   | 108 (42)                  |
| متوسط درجة الحرارة الكبرى °ف (°م)                                 | 59 (15)                   | 64 (18)                   | 71 (22)                   | 78 (26)                   | 86 (30)                   | 91 (33)                   | 92 (33)                   | 92 (33)                   | 88 (31)                   | 79 (26)                   | 70 (21)                   | 61 (16)                   | 78 (25)                   |
| متوسط درجة الحرارة الصغرى °ف (°م)                                 | 38 (3)                    | 41 (5)                    | 48 (9)                    | 54 (12)                   | 63 (17)                   | 70 (21)                   | 72 (22)                   | 70 (21)                   | 65 (18)                   | 55 (13)                   | 47 (8)                    | 40 (4)                    | 55 (13)                   |
| أدنى درجة حرارة °ف (°م)                                           | 0 (−18)                   | 10 (−12)                  | 12 (−11)                  | 27 (−3)                   | 41 (5)                    | 45 (7)                    | 51 (11)                   | 54 (12)                   | 39 (4)                    | 26 (−3)                   | 15 (−9)                   | 5 (−15)                   | 0 (−18)                   |
| الهطول إنش (مم)                                                   | 5.23 (133)                | 5.18 (132)                | 5.41 (137)                | 3.63 (92)                 | 3.35 (85)                 | 4.96 (126)                | 5.84 (148)                | 4.23 (107)                | 4.19 (106)                | 3.40 (86)                 | 4.17 (106)                | 4.35 (110)                | 53.94 (1٬370)             |
| المصدر: City-data.com, The Weather Channel (records and averages) |                           |                           |                           |                           |                           |                           |                           |                           |                           |                           |                           |                           |                           |

## توأمة
لدوثان اتفاقيات توأمة مع كل من:
- ألاخويلا
- ساكودو

## أعلام
- جيمي توماس
- مارك ووكر
- إدغار روس
- جوني ماك براون
- مات كين
- تيري إيفرت